# Trnová (district de Prague-Ouest)
Pour les articles homonymes, voir Trnová.
Trnová (en allemand : Tirnau) est une commune du district de Prague-Ouest, dans la région de Bohême-Centrale, en République tchèque. Sa population s'élevait à 474 habitants en 2020.

## Géographie
Trnová se trouve à 6 km au sud-est de Černošice, à 9 km au nord-est de Mníšek pod Brdy et à 19 km au sud de Prague.
La commune est limitée par Jíloviště à l'ouest et au nord, par Vrané nad Vltavou à l'est, par Měchenice au sud-est et par Klínec au sud-ouest.

## Histoire
La première mention écrite de la localité date de 1342.

## Transports
Par la route, Trnová se trouve à 12 km de Mníšek pod Brdy, à 14 km de Černošice et à 22 km du centre de Prague.